# Leverano bianco passito
Il Leverano bianco passito è un vino DOC la cui produzione è consentita nella provincia di Lecce.

## Caratteristiche organolettiche
- colore: giallo dorato con tendenza all'ambrato
- odore: intenso, caratteristico
- sapore: vellutato, gradevolmente amabile o dolce

## Produzione
Provincia, stagione, volume in ettolitri
- nessun dato disponibile